# Crenuchus spilurus
Crenuchus spilurus är en fiskart som beskrevs av Günther, 1863. Crenuchus spilurus ingår i släktet Crenuchus och familjen Crenuchidae. Inga underarter finns listade i Catalogue of Life.